# À la place du cœur
À la place du cœur es una película francesa (conocida para su distribución en castellano como De todo corazón y A todo corazón), dirigida por Robert Guédiguian en 1998.

## Argumento
El escenario, el único posible: Marsella. La historia, la de un barrio marginal en la que conviven gentes de todas las razas y creencias. En esas calles se desarrolla la historia de amor de una joven pareja que ve rotos sus sueños cuando él es detenido y acusado de una violación que no ha cometido. El hecho de ser de color, adoptado y encontrarse en el paro no ayuda demasiado a su credibilidad. Ella se queda embarazada. La única ayuda es el amor, la comprensión y la generosidad de todos los que les rodea.

## Premios
Premio especial del jurado  Festival Internacional de Cine de San Sebastián 1998.